# 바하마의 공휴일
바하마의 공휴일은 다음과 같다.
| 날짜            | 공휴일 이름    | 비 고         |
| --------------- | -------------- | ------------- |
| 1월 1일         | 새해 첫날      |               |
| 1월 10일        |                |               |
| 3~4월 중(이동)  | 성금요일       |               |
| 3~4월 중(이동)  | 이스터 먼데이  | 부활절 다음날 |
| 5~6월 중(이동)  | 오순절 다음날  |               |
| 6월 첫째 금요일 | 노동절         |               |
| 7월 10일        | 독립기념일     |               |
| 8월 5일         | 노예 해방의 날 |               |
| 10월 12일       | 영웅의 날      |               |
| 12월 25일       | 크리스마스     |               |
| 12월 26일       | 박싱 데이      |               |